# Quercus variabilis
Espèce
Classification phylogénétique

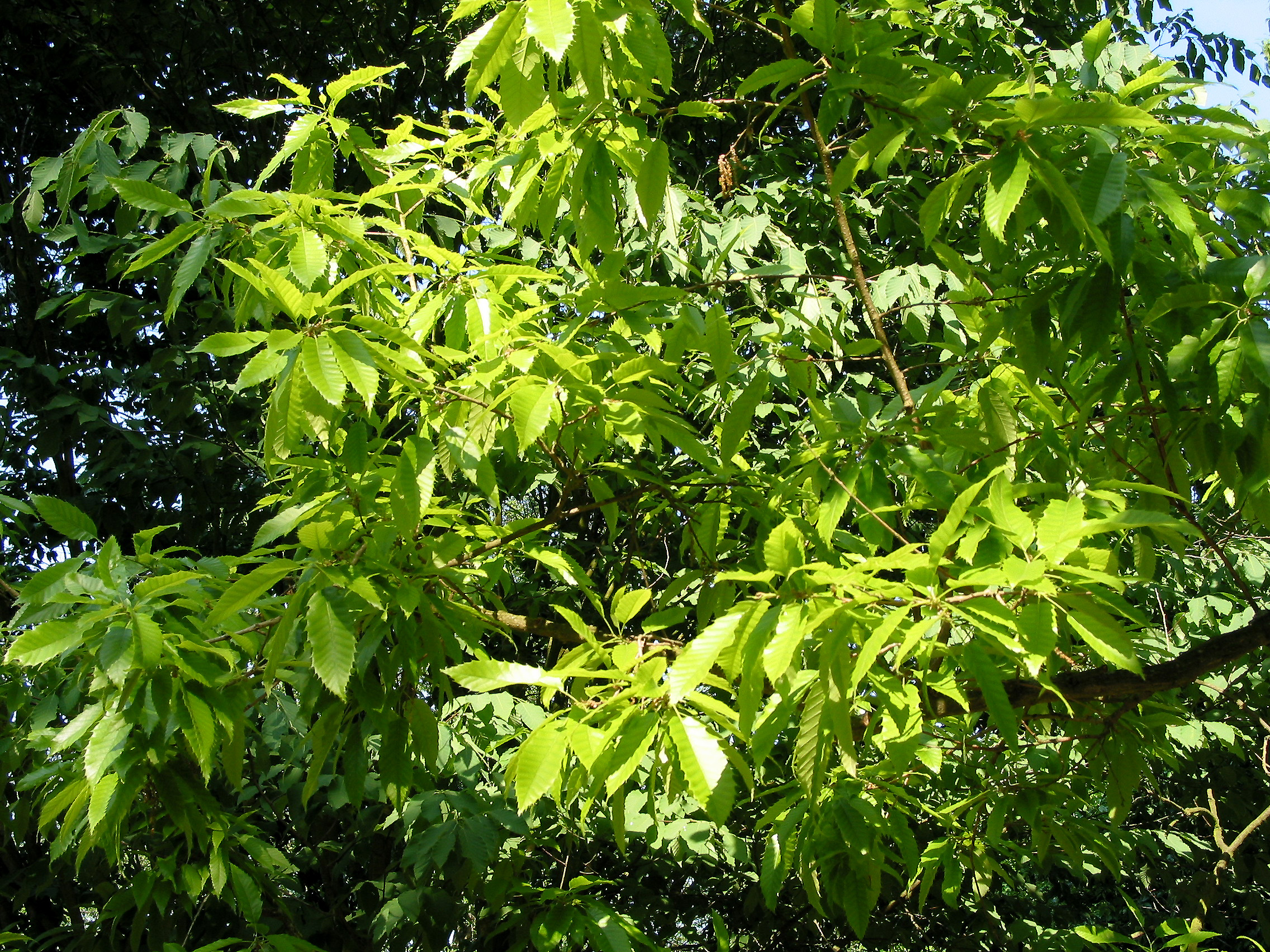
Feuilles du chêne liège de Chine

Le chêne liège de Chine Quercus variabilis,  Quercus bungeana ou  Quercus variabilis Blume est un arbre monoïque à couronne large appartenant à la section des chênes cerris du genre Quercus de la famille des Fagacées.

## Habitat
L’arbre est originaire des zones tempérées et subtropicales de l’est de l’Asie où on le trouve jusqu’à 3 400 m d’altitude.
Introduit en Europe en 1861 par R. Fortune, on le trouve aujourd’hui en  Allemagne, en Belgique et en France. Il a besoin d’un bon ensoleillement et supporte bien la sécheresse. Il résiste au gel jusqu'à −20 °C mais craint l’humidité.

## Description
Le Quercus variabilis est un arbre caduc monoïque à croissance rapide d'une hauteur moyenne de 25 à 30 m.
Le tronc a une écorce liégeuse profondément fissurée et très rugueuse de couleur gris-argenté.
Ses grandes grandes feuilles brillantes de couleur vert-sombre sur le dessus et argentée en dessous atteignent une longueur de 8 à 20 cm et ont une largeur variant de 2  à   6 cm en moyenne. Elles se distinguent de celles des chênes caducs européens par leur longue forme ovale à extrémité plus ou moins épineuse. En automne, les feuilles virent au doré et se maintiennent souvent sur l'arbre une bonne partie de l'hiver.
Il fleurit au milieu du printemps sur les jeunes rameaux de l'année. Les fleurs mâles forment d'assez longs chatons pendants.
Les fruits qui viennent à maturité 2 ans après la pollinisation sont des glands brun-pâle d'environ 1,5 2cm de diamètre, à cupule large et plate écailleuse et très velue recouvrant  2/3 de la hauteur du gland.

## Utilisation
Il est cultivé sur une petite étendue en Chine pour la qualité de son bois et dans une moindre mesure pour l’utilisation de son écorce, car il a un rendement  plus faible que celui du chêne-liège. Ses feuilles servent à nourrir le ver à soie tussah, Antheraea pernyi.
En Europe, il est occasionnellement utilisé dans les parcs comme arbre d’ornement en particulier pour la beauté de son feuillage automnal.
Le bois, lourd, à grain serré (moins que les chênes européens cependant), est utilisé pour les charpentes, ainsi qu'en menuiserie et en ébénisterie. L'écorce a longtemps servi au tannage des cuirs.
Il est déconseillé de le planter dans les terrains pauvres ou humides.